# Fuga sotto la pioggia
Fuga sotto la pioggia (雨、逃げ出した後?, Ame, nigedashita ato, lett. "Pioggia, dopo la fuga"), noto anche con il titolo inglese Hedgehog's Dilemma, è il quarto episodio della serie televisiva anime Neon Genesis Evangelion, prodotta dallo studio Gainax e diretta da Hideaki Anno.
L'episodio, sceneggiato da Akio Satsukawa e diretto da Tsuyoshi Kaga, andò in onda sul canale TV Tokyo il 25 ottobre 1995. Nel corso dell'episodio Shinji Ikari, un ragazzo assegnato al comando di un mecha gigante noto come Evangelion 01, sopraffatto dalle responsabilità del suo ruolo di pilota decide di scappare dalla casa del capitano Misato Katsuragi, sua coinquilina e superiore, vagando senza meta per la città di Neo Tokyo-3. Dopo diversi giorni viene ritrovato dagli uomini dell'agenzia speciale Nerv  e deve decidere se dimettersi definitivamente o invece restare continuando a guidare l'Eva-01.
Fuga sotto la pioggia venne prodotto dopo il quinto e il sesto episodio, e nel corso della lavorazione andò incontro a numerosi cambiamenti rispetto a quanto inizialmente preventivato dal personale. Esso fu inoltre l'unico episodio dell'intera serie che non vide la partecipazione di Hideaki Anno né come sceneggiatore e né come regista. Il titolo inglese costituisce un omaggio al concetto psicoanalitico del dilemma del porcospino postulato dal filosofo tedesco Arthur Schopenhauer, scegliendo però una traduzione alternativa che potesse riflettere la particolare caratterizzazione di Shinji.
L'episodio registrò un indice di ascolto del 5,8% sulla televisione giapponese e ricevette un'accoglienza generalmente positiva da parte della critica, che ne lodò la regia, l'approfondimento della psicologia dei personaggi principali e l'inserimento di tematiche a sfondo filosofico.

## Trama

Misato Katsuragi e Shinji Ikari che si guardano in silenzio nell'ultima scena dell'episodio. Il fotogramma avrebbe dovuto durare un minuto esatto, ma in corso d'opera la produzione decise di abbreviarlo di una decina di secondi

Shinji Ikari, pilota assegnato al comando di un mecha gigante noto come Evangelion 01, fugge di casa lasciando una lettera a Misato Katsuragi, sua superiore presso l'agenzia speciale Nerv e sua tutrice legale.
I compagni di classe Tōji Suzuhara e Kensuke Aida vanno a casa di Shinji per consegnargli i compiti di scuola arretrati, ma non lo trovano. Shinji intanto sale in un treno metropolitano e ci rimane tutto il giorno, isolandosi da tutti e ascoltando continuamente musica con il suo Digital Audio Tape. Il ragazzo passa poi la notte fra le strade della città di Neo Tokyo-3, vagando senza meta e fermandosi a dormire in un vicolo buio. La mattina successiva, mentre cammina per le campagne attorno alla metropoli, incontra Kensuke intento a giocare da solo alla guerra con una tenda da campeggio e un finto fucile in legno.
Shinji dorme nella tenda di Kensuke e, fattosi giorno, degli agenti in nero della Nerv lo prelevano. Dopo un colloquio privato con Misato il ragazzo decide di lasciare l'agenzia e viene scortato alla stazione di Neo Hakone Yumoto, dove lo attende un treno governativo per scortarlo e farlo tornare alla vita di prima. Katsuragi, ripensando al loro primo incontro, capisce finalmente come si sente Shinji e si dirige in tutta fretta alla stazione per vederlo un'ultima volta. Tuttavia, quando arriva, vede il treno governativo lasciare il binario e Shinji ancora sulla banchina. I due si guardano senza dir nulla per diversi secondi, fino a quando il ragazzo non dice «Eccomi a casa». Misato affettuosamente gli dà il bentornato.

## Produzione
(Hideaki Anno nel 1995, poco prima della messa in onda)

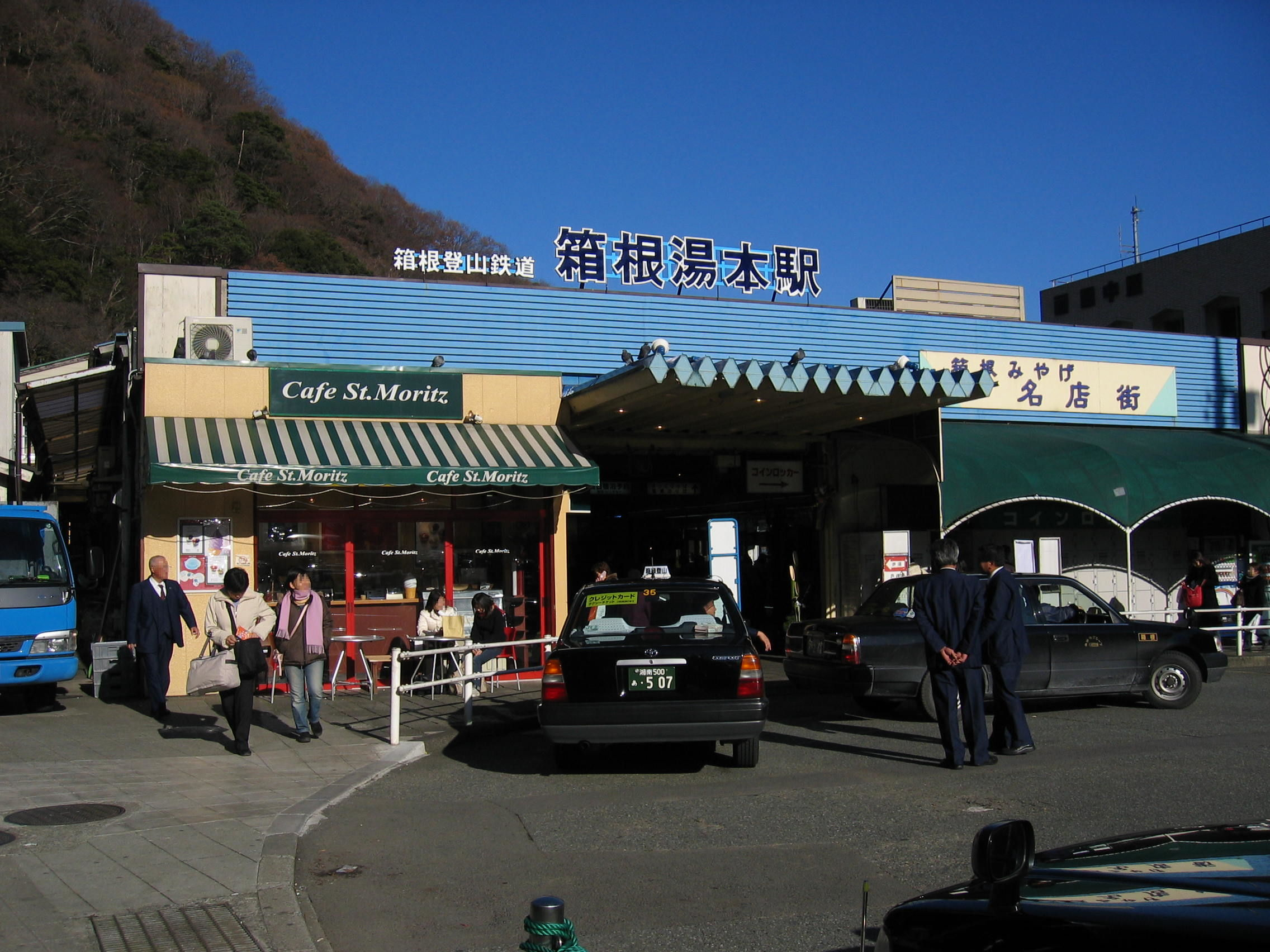
La stazione di Hakone-Yumoto fu scelta dal personale come ambientazione dell'ultima parte dell'episodio

All'inizio della produzione di Neon Genesis Evangelion Fuga sotto la pioggia non era previsto; nell'idea originale degli autori dopo il terzo episodio della serie, Un telefono che non squilla, avrebbe dovuto esserci l'equivalente del quinto, in seguito intitolato Rei, al di là del suo cuore. Dopo la battaglia contro l'angelo Shamshel del terzo episodio Shinji avrebbe dovuto immediatamente stringere amicizia con due suoi compagni di classe, Tōji Suzuhara e Kensuke Aida, ricevendo una chiamata telefonica da parte loro. Nel 1993 inoltre la Gainax preparò un volume di presentazione della serie intitolato Kikakusho (企画書? lett. "Proposta"). Nel documento il quarto episodio fu intitolato Quattordici anni, il primo giorno (14歳、 始まりの日?, 14-sai, hajimari no hi). Nel corso della puntata Shinji avrebbe compiuto quattordici anni e suo padre Gendō avrebbe dovuto completamente ignorarlo senza nemmeno fargli gli auguri; Rei Ayanami avrebbe dunque provato a preparare un pranzo per tutti e due nel tentativo di avvicinarli, mentre Misato avrebbe preso una decisione riguardo al ragazzo. Con il progredire della produzione, però, il personale decise di cambiare radicalmente lo scenario originale, pensando che ci fosse il bisogno di rappresentare con maggiore dovizia e lentezza le relazioni di Shinji. Hideaki Anno, regista della serie, si diede inoltre l'obiettivo di superare i normali anime robotici. Anno iniziò a lavorare al quinto episodio prima della scrittura della sceneggiatura del quarto, dunque non poté metterci mano. La puntata fu l'unica della serie a non vederlo coinvolto né come regista e né come sceneggiatore. Essa venne scritta da Akio Satsukawa, mentre Jun'ichi Satō, menzionato nei titoli di coda sotto lo pseudonimo di Kiichi Jinme, disegnò gli storyboard. Il ruolo di regista venne affidato a Tsuyoshi Kaga, mentre Satoshi Shigeta ricoprì quello di capo animatore.

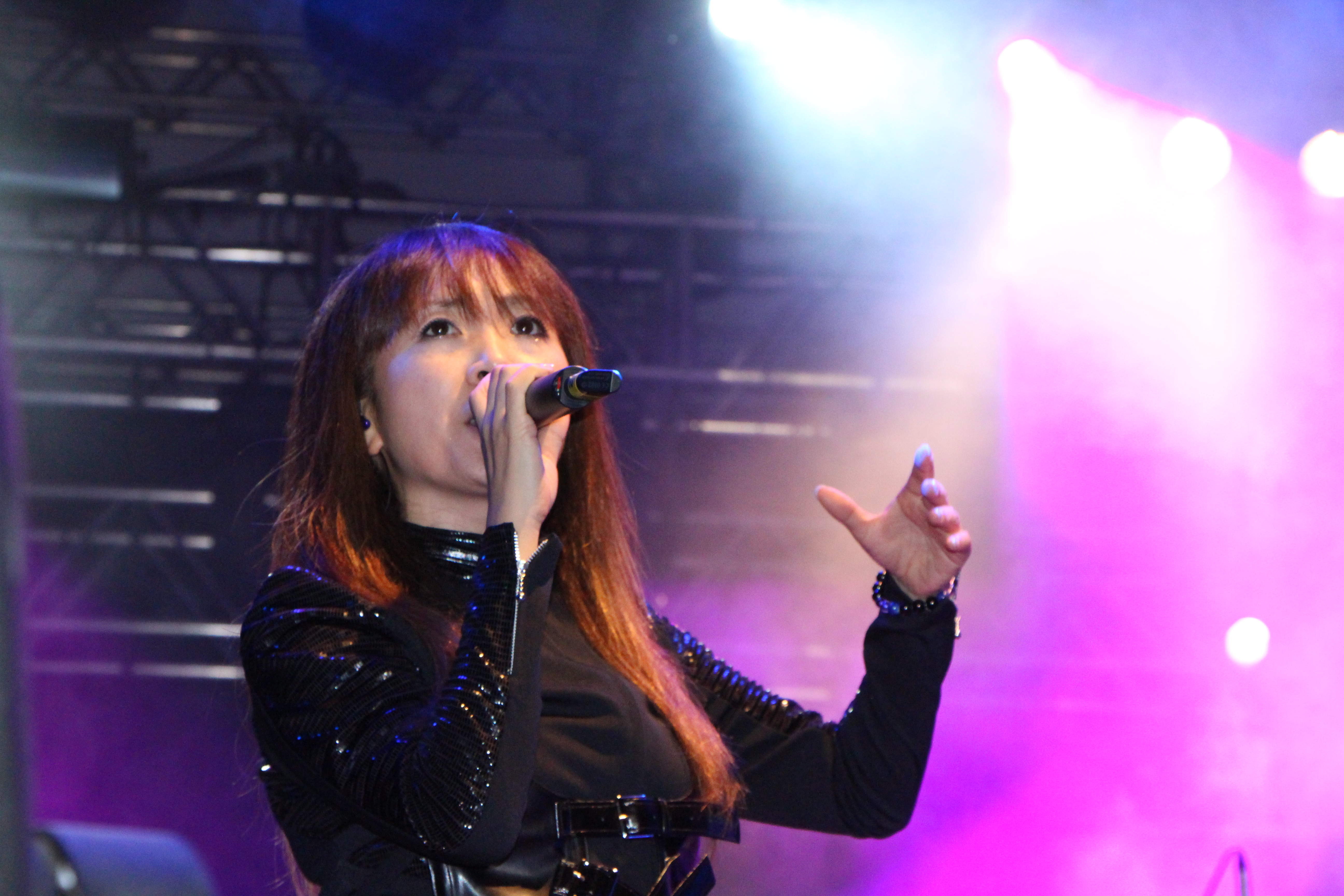
Nell'ultima scena dell'episodio furono usati due brani della cantante Masami Okui (in foto)

La sceneggiatura originale di Fuga sotto la pioggia contiene sequenze e idee in seguito scartate dal personale della serie. Inizialmente la Gainax pensò di aprire e chiudere la puntata con Misato che legge le note del proprio diario personale, ma l'idea fu abbandonata e successivamente impiegata per la pellicola Neon Genesis Evangelion: Death and Rebirth. Nella sceneggiatura originale inoltre doveva essere esplicitato l'arco temporale in cui è ambientato l'episodio, cioè fra il 15 e il 18 luglio 2015.
Il personale di produzione sperimentò diverse soluzioni visive e narrative durante la realizzazione della puntata. In una scena Shinji vede una pellicola catastrofica sul Second Impact in un cinema notturno di Neo Tokyo-3, per il quale venne appositamente scritto un copione comprensivo di tutti i principali personaggi della vicenda. I personaggi della pellicola furono interpretati da Kōichi Nagano, Hiro Yūki, Megumi Hayashibara, Fumihiko Tachiki, Tetsuya Iwanaga e Tomokazu Seki, doppiatori di diversi altri personaggi della serie. Nelle scene seguenti fu aggiunta una sequenza in cui Rei Ayanami viene analizzata e scannerizzata da un computer; per l'occasione ai normali fogli di celluloide dell'animazione tradizionale furono integrati degli effetti speciali generati in CGI. Anche i cartelli dei locali di Neo Tokyo-3 visibili durante il vagabondaggio notturno di Shinji furono prodotti al computer, per poi essere inseriti in un secondo momento nei disegni in analogico definitivi.
Nella puntata la Gainax decise di rappresentare o nominare diversi luoghi geografici realmente esistenti, come Atsugi, Gōra, la valle Ōwakudani e il lago Ashi. Durante la produzione il personale della serie disegnò anche due modelli di treno JRG appositamente per l'episodio, un "Odakyu 77700 CHiSE" e un "Okadyu Romancecar" simile all'Odakyu 10000 serie HiSE. Per l'occasione la produzione inoltre disegnò un modello di Renault Alpine A310 senza modifiche da far guidare al personaggio di Misato, poi inserito nell'ultima scena dell'episodio. La stazione di Neo Hakone Yumoto, visibile anch'essa nell'ultima sequenza, venne disegnata prendendo spunto dalla reale stazione di Hakone-Yumoto. Le scale in cui Shinji viene condotto dagli uomini in nero furono rappresentate scure, così da suggerire l'idea del corridoio di una prigione. Come sottofondo musicale della sequenza furono utilizzate le canzoni Bay Side Love Story - from Tokyo e Face, entrambe del 1995 e provenienti dall'album Gyuu della cantante Masami Okui. Come conclusione la Gainax inserì un'inquadratura fissa lunga cinquanta secondi in cui Shinji e Misato si guardano dai binari della stazione senza proferir parola. Il personale inizialmente pensò di farla durare un minuto esatto, ma in fase di produzione si decise di abbreviarla. Come sigla di chiusura invece venne usata una versione del brano Fly Me to the Moon di Bart Howard interpretata da Claire Littley, poi sostituita da una versione cantata da Yōko Takahashi nelle successive edizioni home video.

## Tematiche e riferimenti culturali
Il titolo inglese ufficiale della puntata, Hedgehog's Dilemma, fa riferimento al concetto psicoanalitico del dilemma del porcospino, già citato nell'episodio precedente e solitamente utilizzato per descrivere i comportamenti di individui con un disturbo borderline di personalità. L'espressione proviene da un racconto di Parerga e paralipomena, un saggio del filosofo tedesco Arthur Schopenhauer. Come i porcospini del racconto di Schopenhauer, Shinji ha paura di essere ferito e si ritira dal contatto umano. Anche la sua relazione con Misato Katsuragi segue il concetto di Schopenhauer, poiché entrambi si feriscono a vicenda continuando però ad aver bisogno l'uno dell'altra. Misato stessa è vittima del dilemma, e solo durante la puntata si rende conto della solitudine e delle difficoltà di comunicazione di Shinji.
Secondo Gualtiero Cannarsi, curatore del primo adattamento italiano Dynamic della serie, i personaggi di Shinji e Misato riescono ad avvicinarsi senza farsi del male a vicenda solo nell'ultima scena dell'episodio. Secondo Hideaki Anno, inoltre, con la sequenza finale della puntata si conclude anche la prima fase del percorso di crescita di Shinji. Nel racconto originale di Schopenahuer il concetto è chiamato "dilemma dell'istrice", che in inglese è chiamato porcupine (Stachelschweine in tedesco). Il personale di Neon Genesis Evangelion, tuttavia, ha optato per una traduzione alternativa, così da ritrarre Shinji come un riccio (hedgeghog), un animale con aculei più piccoli e meno irti di quelli di un istrice, suggerendo una maggiore delicatezza per il personaggio.
Le dimissioni temporanee di Shinji dalla Nerv costituiscono un omaggio alla serie televisiva britannica Il prigioniero, mentre Jun'ichi Satō ha paragonato la terza e la quarta puntata della serie a Mobile Suit Victory Gundam. In una sequenza della puntata Shinji vaga per un campo di girasoli; la scrittrice Dani Cavallaro ha paragonato i fiori a quelli presenti nei quadri dell'artista Van Gogh. Nella stessa scena Shinji si ferma vicino a una statua di un Jizō, una divinità giapponese protettrice dei viaggiatori; Mario Pasqualini ha paragonato la scena a una sequenza simile presente nella pellicola Il mio vicino Totoro. Secondo Cannarsi inoltre Kensuke ricorderebbe un personaggio appassionato di vita militare che appare in una precedente opera della Gainax, Otaku no video. Per Matthew Garcia di Multiversity Comics invece Un telefono che non squilla e Fuga sotto la pioggia potrebbero essere stati influenzati dall'esperienza personale di Anno, il quale ha vissuto un periodo difficile durante la produzione della sua serie precedente, Nadia - Il mistero della pietra azzurra; secondo lui Shinji viene gettato in una situazione che non capisce o in cui non si sente molto coinvolto, proprio come il regista durante la realizzazione di Nadia.
La tematica cardine di Un telefono che non squilla e Fuga sotto la pioggia è la comunicazione interpersonale. In entrambi gli episodi le trame sono interamente focalizzate sulle relazioni tra i protagonisti, sulla loro psicologia e sulle loro spiccate difficoltà relazionali. Tutti i personaggi hanno difficoltà nelle proprie relazioni interpersonali; l'unica eccezione è rappresentata da Kensuke, che al contrario mostra grandi capacità comunicative, che sfrutta con i compagni di classe nel corso degli eventi di Fuga sotto la pioggia in diverse occasioni; secondo Cannarsi e Yūichirō Oguro, curatore dei materiali supplementari presenti nelle edizioni giapponesi della serie, le sue abilità comunicative però potrebbero costituire un meccanismo di difesa atto a mascherare una certa solitudine e fragilità emotiva.
Walter Veit di Psychology Today ha paragonato il comportamento di Shinji al concetto esistenzialista di malafede di Jean-Paul Sartre e al "suicidio filosofico" di Albert Camus per via della sua passività e del suo atteggiamento succube. Durante l'episodio inoltre egli fugge dalla realtà e ascolta musica con il suo Sony Digital Audio Tape, ripetendo costantemente la venticinquesima e la ventiseiesima traccia; Carl Gustav Horn, curatore dell'edizione inglese del manga di Evangelion, ha collegato le tracce agli ultimi due episodi della serie, che chiudono l'anime in maniera enigmatica. Joshua Sorensen di Film Daze invece ha accostato l'atteggiamento del ragazzo a quello degli otaku, cioè i giovani ossessionati dai computer o da particolari aspetti della cultura pop a scapito delle loro abilità sociali. Kazuya Tsurumaki, assistente alla regia della serie, ha dato una interpretazione simile alla serie, descrivendo Neon Genesis Evangelion come una «storia sulla comunicazione» rivolta agli otaku, criticati da Anno per essere eccessivamente chiusi in sé stessi.

## Accoglienza ed eredità culturale

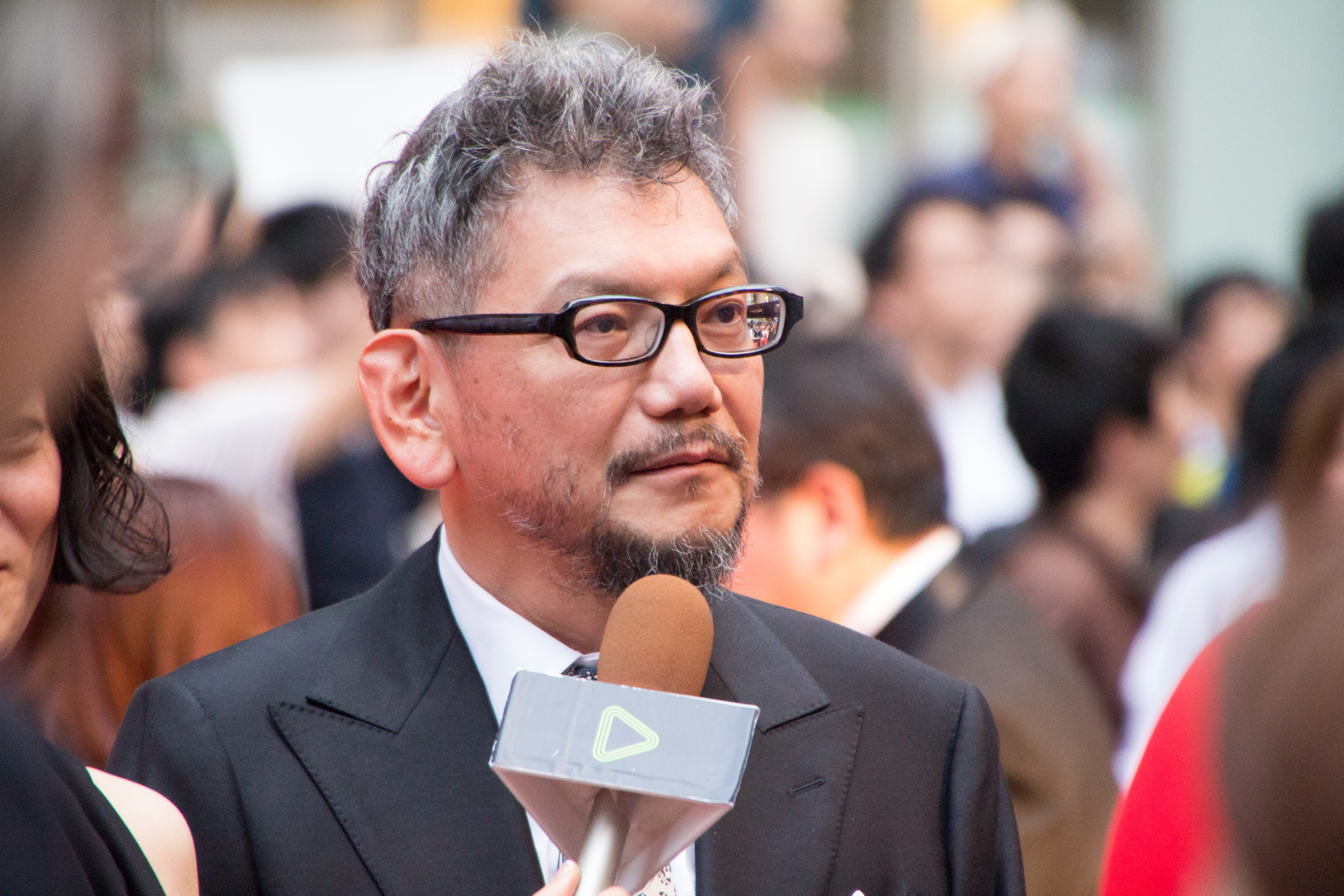
Max Covill di Film School Rejects ha fortemente criticato Fuga sotto la pioggia, imputando i suoi tratti negativi alla mancanza di Hideaki Anno (in foto) fra gli sceneggiatori dell'episodio

Fuga sotto la pioggia fu trasmesso per la prima volta il 25 ottobre 1995 e ottenne un indice di ascolto del 5,8% sulla televisione giapponese. L'episodio ricevette un'accoglienza generalmente positiva da parte della critica. I recensori elogiarono in particolar modo la regia e la sua componente filosofica. Nel corso degli anni la Gainax produsse diversi articoli di merchandise a esso dedicati, come accendini, ombrelli e indumenti. Walter Veit di Psychology Today gli attribuì inoltre la diffusione e la popolarizzazione del concetto di dilemma del porcospino di Schopenhauer.
Stephen Bijan del sito The Verge lodò Fuga sotto la pioggia e la capacità di Neon Genesis Evangelion di unire elementi filosofici in un tutto coerente; secondo Bijan, inoltre, il suo intreccio costituisce uno dei momenti di maggiore tensione emotiva della serie. Nick Creamer, recensore per il sito Anime News Network, lo definì «un'esperienza tonale e visiva straziante». Peter Cahill della rivista Ex elogiò Fuga sotto la pioggia e il precedente episodio; Creamer però notò come gli appassionati di animazione potrebbero rimanere delusi dalla storia, visto che la psicologia dei personaggi ha un ruolo molto più importante dei combattimenti. Secondo Dani Cavallaro, scrittrice e critica d'animazione giapponese, il viaggio in treno di Shinji costituisce un «esempio paradigmatico» dello stile registico della serie; la scena, in cui il giovane sta in disparte mentre tenta di fuggire dalle proprie responsabilità, «evoca con ammirevole concisione la sua patologica separazione dai suoi simili». Cavallaro inoltre elogiò la scena del colloquio privato fra Shinji e Misato, che a suo dire costituisce un momento «emotivamente intenso». Della stessa opinione fu lo scrittore Dennis Redmond, che trovò «splendidi» i paesaggi naturali nei dintorni di Neo Tokyo-3 rappresentati durante la fuga di Shinji. Lauren Orsini di Forbes lodò in particolare l'inquadratura finale in cui Shinji e Misato si guardano senza proferir parola; secondo lei la sequenza costituisce «una rinfrescante alternativa» rispetto all'azione frenetica tipica degli anime moderni e «una silenziosa risposta che ci permette di guardarci dentro insieme a questi due personaggi».
Max Covill di Film School Rejects classificò Fuga sotto la pioggia fra gli episodi peggiori di tutto l'anime. Secondo lui esso risentirebbe dell'assenza di Anno, che non mise mano né alla regia né alla sceneggiatura dell'episodio; Covill inoltre criticò l'atteggiamento «piagnucoloso e antipatico» di Shinji. Lo stesso Covill però elogiò la scena del colloquio privato fra Shinji e Misato. Secondo il recensore di Animé Café Akio Nagatomi la puntata sarebbe scritta male e non riuscirebbe a suscitare un vero interesse nello spettatore. Anche il suo collega Jane Nagatomi criticò l'episodio, trovando il finale alquanto prevedibile; Nagatomi però elogiò la scena in cui Shinji riesce finalmente a parlare con Tōji e Kensuke alla stazione di Neo Hakone-Yumoto. Anthony Gramuglia di Comic Book Resources difese il rifiuto di Shinji di pilotare l'Eva e la sua fragilità emotiva dalle critiche mosse da alcuni otaku; secondo Gramuglia il comportamento di Shinji è simile a quello di Amuro Ray di Mobile Suit Gundam, il quale però viene criticato di meno rispetto a Ikari dagli appassionati di animazione.